# Zavarovana območja v narodnem parku treh vzporednih rek v provinci Junan
Zavarovana območja v narodnem parku treh vzporednih rek v provinci Junan (kitajsko: 云南 三江 并 流; pinjin: Yúnnán Sānjiāng Bìngliú) je Unescova svetovna dediščina na Kitajskem. Leži v porečjih v zgornjem toku rek Jangce (Džinša), Lancang (Mekong) in Nudžjang (reka Salven) v provinci Junan v pogorju Hengduan.

## Geografija
Zaščitena območja se raztezajo na 15 osrednjih območjih v skupni površini 939.441,4 ha in varovalnih območjih v skupni površini 758.977,8 ha na območju 180 x 310 km. Tu na razdalji več kot 300 km tečejo tri velike azijske reke približno vzporedno med seboj, čeprav so ločene z visokimi gorskimi verigami z vrhovi nad 6000 metrov. Po tem območju blizu sotočja se reke močno razidejo: reka Nudžjang postane Salween in se izliva pri Moulmeinu v Burmi v Indijski ocean, Lancang postane Mekong, ki se južno od mesta Hošiminh v Vietnamu se izliva v Južnokitajsko morje in Jangce, ki se izliva v Vzhodnokitajsko morje pri Šanghaju. Izbrani naravni rezervati in kraji čudovite lepote v tej edinstveni regiji so bili leta 2003 kolektivno vpisani na seznam svetovne dediščine zaradi zelo bogate biotske raznovrstnosti in izjemne topografske raznolikosti.
Vzporedno s temi tremi rekami, a zahodno znotraj Burme, teče rečna soteska reke N'Mai, glavni pritok reke Iravadi.

## Biologija
Unesco v svojem opisu omenja: »(To) je morda biološko najrazličnejša zmerna regija na zemlji« in »Izjemna paleta topografskih značilnosti - od sotesk do krasa do poledenelih vrhov - je povezana z mestom trčenja tektonskih plošč«.
Območje treh vzporednih rek zaradi svoje topografije in geografske lege vsebuje veliko podnebnih tipov. Povprečne letne padavine se gibljejo od 4600 mm na območju Dulongdžjan na zahodu okrožja Gongšan do 300 mm v zgornjih dolinah reke Jangce. Na zavarovanih območjih živi okoli 6000 vrst rastlin, 173 vrst sesalcev in 417 vrst ptic. Številne rastline in živali so endemične za to regijo.

## Kultura
Čeprav je bila ta regija priznana kot naravna svetovna dediščina, je tudi njen demografski sestav zelo zanimiv, saj vsebuje veliko od petindvajsetih manjšin v provinci Junan, vključno z Derungi, najmanjšo od vseh kitajskih manjšinskih skupin. Nekatere druge manjšine, ki jih najdemo v tej regiji, so Tibetanci, narod Nu, Lisu, Baj, Pumi in Naši. Mnoge od teh manjšin še vedno uporabljajo tradicionalne noše kot običajno dnevno obleko.
V isti regiji kot zavarovano območje treh vzporednih rek v Junanu leži staro mesto Lidžjang, ki je samo po sebi tudi svetovna dediščina.

## Zavarovana območja
Zavarovana območja v narodnem parku treh vzporednih rek v provinci Junan sestavlja petnajst zavarovanih območij v osmih geografskih sklopih. Področja so:
- Trije ločeni odseki narodnega naravnega rezervata Gaoligongšan
- Naravni rezervat Haba Šuešan s sotesko Tigrovega skoka
- Naravni rezervat jezero Bita, del narodnega parka Pudacuo, v okrožju Šangri-La
- Naravni rezervat Junling
- Razgledno območje Gongšan
- Slikovito območje Jueljangšan v okrožju Fugong (znano tudi kot gora Kamnite lune)
- Slikovito območje Pjanma v okrožju Lušui
- Bajma-Mejli Šue Šan - rezervat gorskega območja Mejli, z najvišjim vrhom zavarovanih območij na 6740 m.
- Slikovito območje jezera Julong v okrožju Dečjin
- Razgledno območje Laovošan v okrožju Fugong
- Slikovito območje Hongšan, del narodnega parka Pudacuo v okrožju Šangri-La
- Slikovito območje Čjanhušan (Gora tisočerih jezer) v okrožju Šangri-La
- Območje Laodžunšan v avtonomni županiji Lanping Baj in Pumi

## Rastlinstvo in živalstvo
Po navedbah Unesca »območje, ki ga zajema svetovna dediščina, velja za najbolj biotsko raznovrstnega in najmanj motenega zmernega ekosistema na svetu«.
Rastlinstvo
Zaščitena kopenska ekoregija tega žarišča biotske raznovrstnosti je v veliki meri prekrita z zmernimi iglavci in širokolistnimi gozdovi. Na zavarovanih območjih živi okoli 6000 vrst rastlin, od katerih so številne endemične za to regijo. Na teh območjih najdemo več kot 200 sort rododendrona in več kot 100 vrst sviščev in primul.
Živalstvo
Živalstvo, ki ga najdemo na območjih, vključuje 173 vrst sesalcev, od tega 81 endemičnih in 417 vrst ptic, od tega 22 endemičnih. Nekateri sesalci, ki naseljujejo te regije, so endemična črna opica Rhinopithecus bieti, indijski leopard (Panthera pardus fusca), snežni leopard in oblačasti leopard (Neofelis nebulosa); Gaoligong pika (Ochotona gaoligongensis), Gongšan muntjak ( Muntiacus gongshanensis), kitajska rovka ( Uropsilus soricipes) in langur (Trachypithecus pileatus); makak (Macaca arctoides), rdeči volk, črni mošusni jelen (Moschus fuscus) in takin; vidra (Lutrogale perspicillata), gibon (Hoolock hoolock), azijski črni medved (Ursus thibetanus) in mačji panda.
Redke vrste ptic na teh območjih so jerebica (Tetraophasis obscurus)', fazan (Chrysolophus amherstiae), belouhi fazan (Crossoptilon crossoptilon), junanski orehovec (Sitta yunnanensis) in orjaški orehovec (Sitta magna); ‘’Ianthocincla bieti, raca (Aythya nyroca), jereb (Tetrastes sewerzowi) in papiga rjavokrila (Sinosuthora brunnea); Harpactes ward, žerjav s črnim vratom (Grus nigricollis) in jerebica ( Tetraophasis obscurus).